# Irina Abysova
Irina Alexéyevna Abysova –en ruso, Ирина Алексеевна Абысова– (Moscú, 7 de noviembre de 1980) es una deportista rusa que compitió en triatlón y acuatlón.
Ganó una medalla de oro en el Campeonato Mundial por Relevos de 2007, una medalla de bronce en el Campeonato Mundial de Triatlón por Relevos Mixtos de 2012 y tres medallas en el Campeonato Europeo de Triatlón entre los años 2010 y 2013. Además, obtuvo una medalla de oro en el Campeonato Mundial de Acuatlón de 2013.

## Palmarés internacional
| Campeonato Mundial por Relevos        | Campeonato Mundial por Relevos | Campeonato Mundial por Relevos | Campeonato Mundial por Relevos |
| Año                                   | Lugar                          | Medalla                        | Prueba                         |
| ------------------------------------- | ------------------------------ | ------------------------------ | ------------------------------ |
| 2007                                  | Tiszaújváros (Hungría)         | Medalla de oro                 | Relevos                        |
| Campeonato Mundial por Relevos Mixtos |                                |                                |                                |
| Año                                   | Lugar                          | Medalla                        | Prueba                         |
| 2012                                  | Estocolmo (Suecia)             | Medalla de bronce              | Relevo mixto                   |
| Campeonato Europeo                    |                                |                                |                                |
| Año                                   | Lugar                          | Medalla                        | Prueba                         |
| 2010                                  | Athlone (Irlanda)              | Medalla de oro                 | Relevo mixto                   |
| 2012                                  | Eilat (Israel)                 | Medalla de oro                 | Relevo mixto                   |
| 2013                                  | Alanya (Turquía)               | Medalla de plata               | Relevo mixto                   |

| Campeonato Mundial | Campeonato Mundial    | Campeonato Mundial | Campeonato Mundial |
| Año                | Lugar                 | Medalla            | Prueba             |
| ------------------ | --------------------- | ------------------ | ------------------ |
| 2013               | Londres (Reino Unido) | Medalla de oro     | Individual         |